# Puerto Concordia (ort)
Puerto Concordia är en ort i Colombia.   Den ligger i departementet Meta, i den centrala delen av landet, 270 km sydost om huvudstaden Bogotá. Puerto Concordia ligger 188 meter över havet och antalet invånare är 4 313. Den ligger vid sjön Laguna La Herradura.
Terrängen runt Puerto Concordia är platt. Runt Puerto Concordia är det mycket glesbefolkat, med 4 invånare per kvadratkilometer. Närmaste större samhälle är San José del Guaviare, 13,5 km öster om Puerto Concordia. I omgivningarna runt Puerto Concordia växer i huvudsak städsegrön lövskog.